# Hans Christian Branner
Hans Christian Branner (Ordrup, 23 de Junho de 1903 - Copenhaga, 24 de Abril de 1966) foi um escritor dinamarquês.
Escreveu romances e relatos breves: Sonho com Uma Mulher), A História de Borge (1942) e O Cavaleiro (1949). Também escreveu dramas e peças de teatro rediofónico.

## Principais obras
- Legetøj - 1936
- Barnet leger ved stranden - 1937
- Om lidt er vi borte (novela) - 1939
- Drømmen om en kvinde - 1941
- Historien om Børge - 1942
- To minutters stilhed (novelas) - 1944
- Angst (noveller) - 1947
- Rytteren - 1949
- Ingen kender natten - 1955
- Ariel  - 1963